# Thorkil Kristensen
Thorkil Kristensen (født 9. oktober 1899 i Fløjstrup ved Vejle, død 26. juni 1989 i Birkerød) var en dansk politiker, finansminister og nationaløkonom samt professor og futurist.

## Karriere

### Opvækst, uddannelse og professorat
Han blev født som gårdmandssøn i Fløjstrup og tog først realeksamen i Vejle i 1915 og siden handelseksamen i Odense i 1916. I 1927 fik han eksamen som cand.polit. i nationaløkonomi ved Københavns Universitet.
Han var 1938-1945 professor ved Aarhus Universitet og 1947–1960 ved Handelshøjskolen i København.

### Politisk virke
Thorkil Kristensen blev valgt medlem af Folketinget 1945-1960 og blev finansminister i Ministeriet Knud Kristensen 1945-1947 og i Ministeriet Erik Eriksen 1950-1953, hvor han fik tilnavnet Thorkil Livrem. 
Han kom i konflikt med Venstre om den økonomiske politik og udtrådte af dette parti i 1960. Den direkte årsag til bruddet var uenighed om en aftale, som partiledelsen i efteråret 1959 havde indgået med Det konservative Folkeparti, og som indebar forslag om betydelige skattelettelser, hvad han i den daværende situation anså for at være uansvarligt. En kreds af hans tilhængere stod herefter (uden hans medvirken) bag oprettelsen af Liberalt Centrum, der i nogle år i 1960'erne blev repræsenteret i Folketinget.

### Generalsekretær
Efter sin udtræden af politik var han 1960-1969 den sidste generalsekretær for Organisation for European Economic Co-operation (OEEC) og første generalsekretær for OECD. 1946 var han blevet medlem af Akademiet for de Tekniske Videnskaber.

### Fremtidsforsker
Han var en af initiativtagerne til Instituttet for Fremtidsforskning, hvor han fungerede som direktør i perioden i 1970-1988.